# 프라하 햄
프라하 햄(체코어: pražská šunka 프라슈스카 슌카[*])는 체코 보헤미아 지방의 도시인 프라하에서 생산되는 훈제 햄이다.

## 같이 보기
- 체코 요리